# 제6기갑사단 (독일 국방군)

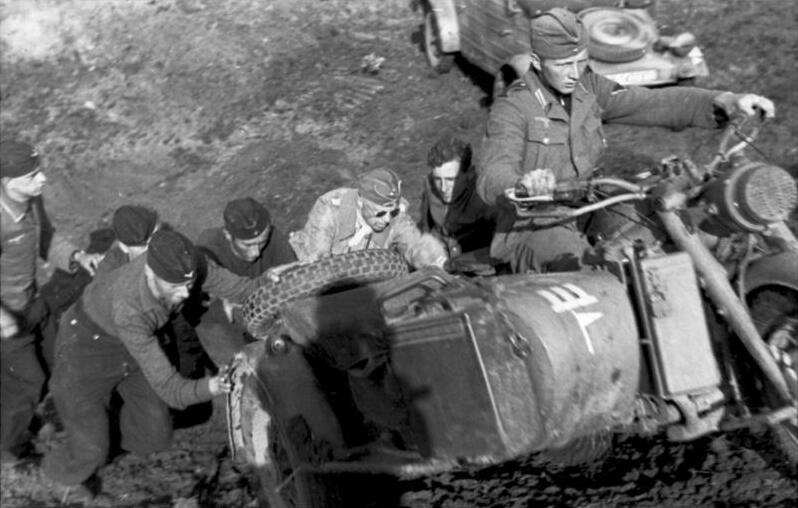

독일 6 기갑사단은 1937년 10월, 프랑스의 Division Légère Mécanique를 모방하여 창설된 자동차화부대를 개편한 제1경기계화여단을 모태로 한 기갑사단이다.

## 부대 역사
1 경기계화여단은 군(Army)급 단위의 부대에서 전통적으로 기병의 임무였던 수색 및 정찰 임무를 담당하도록 구성되어 예하에 정찰부대, 자동차화 보병, 전차대대를 두었다. 1938년에 이 부대는 제1경기계화사단으로 확대되었다(문건에 따라서 이 부대의 이름이 Light Mechanized 나 Light Panzer등으로 표기되기도 한다. 이 명칭은 후대의 "경보병사단"과는 다른 것이다). 1939년 다른 경기갑사단들과 함께 폴란드 전역에 참전했으나, 일반 기갑사단(1 ~ 5기갑사단)에 비해 능력의 한계가 밝혀져 1939년 10월(폴란드전 종료 직후) 일반 기갑사단으로 확대 개편되면서 제6기갑사단이란 단대호를 부여받았다. 폴란드 전투 당시 사단의 전차 전력은 다음과 같다.
- 2호 전차(PzKpfw II) - 65대
- 4호 전차(PzKpfw IV) - 41대
- 35(t) 전차 - 112대
- 총계 - 226대

1940년 프랑스 전투에 참가했고, 그 후 동쪽으로 이동해 그 해의 남은 기간을 그곳에서 보냈다. 1941년 6월, 바르바로사 작전에 참가하여 중부집단군 예하에서 첫 번째 전투를 치렀으며, 모스크바 전투와 르제프-비아즈마 돌출부 전투에 참가했다. 6 기갑사단은 4 기갑집단군(사령관 : 에리히 회프너 상급대장) 예하 한스 게오르그 라인하르트 기갑대장의 41 차량화군단 소속으로 동프로이센에서 출발하여 리투아니아쪽으로 진격했다. 그런데 전쟁 2일째인 6월 23일에 라세냐이아에서 6 기갑사단은 소련군의 최신예 중(重)전차인 KV-2을 장비한 소련군 2 전차사단에 만 하루를 진격을 정지당했다. 6 기갑사단이 보유한 독일제 4호전차와 체코슬로바키아의 스코다 사제 35(t) 경전차로는 KV-2을 당해낼 수가 없었고, 사단이 보유한 대전차포들도 마찬가지였기 때문이다. 이 사건은 뒤에 닥칠 T-34 충격과 더불어 소련군이 만만한 상대가 아님을 알려주는 사건이었지만, 승승장구하던 독소전 초기 독일군은 전투가 마무리된 후 41 군단은 드비나 강까지 3주 동안 750Km를 주파하는 동안 잊혀졌다.
1942년 5월, 사단은 손실을 보충하고자 프랑스로 철수하였다. 그해 말에 다시 러시아 전선으로 이동한 6 기갑사단은 스탈린그라드에 포위된 6 군 구출작전을 시도하였으나 실패했다. 그 후 사단은 하르코프 전투와 쿠르스크 전투에 참가했고, 우크라이나와 백러시아 후퇴전에 투입되기도 했다. 사단은 1945년 초 부다페스트 구원 작전에 투입된 후 오스트리아로 밀려났고, 종전과 함께 오스트리아에서 소련군에 항복했다.

## 기사십자장 수훈자
| 연도   | 날짜      | 이름                             |
| ------ | --------- | -------------------------------- |
| 1940년 | 6월 3일   | 베르너 켐프 중장                 |
| 1940년 | 6월 3일   | 요한 라벤쉬타인 대령             |
| 1940년 | 6월 24일  | 에리히 외켈 중령                 |
| 1940년 | 7월 4일   | 한스 카를 에제벡 대령            |
| 1940년 | 9월 4일   | 한스 귄터 베트케 중위            |
| 1940년 | 9월 4일   | 에리히 제켄도르프 중령           |
| 1940년 | 11월 28일 | 베르나르드 클루트                |
| 1940년 | 12월 21일 | 헤르만 단처 소위                 |
| 1941년 | 7월 15일  | 리하르트 콜 대령                 |
| 1941년 | 7월 15일  | 한스 스턴 대위                   |
| 1941년 | 7월 27일  | 테오도어 포풀로 소위             |
| 1941년 | 10월 11일 | 에어하르트 라우스 대령           |
| 1941년 | 10월 11일 | 루돌프 프라이어 폰 반덴펠스 대령 |
| 1941년 | 10월 18일 | 알로이스 즈무흐 하사             |
| 1941년 | 10월 18일 | 칼 히르쉬 상사                   |
| 1941년 | 10월 18일 | 프란츠 밀로니히 중령             |
| 1941년 | 12월 4일  | 하인리히 몬다본 중령             |
| 1941년 | 12월 31일 | 핫소 폰 만토이펠 대령            |
| 1942년 | 12월 22일 | 발터 휘네르스도르프 대령         |
| 1943년 | 1월 11일  | 프란츠 베케 소령                 |
| 1943년 | 1월 24일  | 하인츠 바그너 소위               |
| 1943년 | 2월 8일   | 한스 요아힘 비제만 대위          |
| 1943년 | 2월 8일   | 프리드리히 퀸틴 소령             |
| 1943년 | 5월 15일  | 빌헬름 클뢰핑 상병               |
| 1943년 | 7월 28일  | 구스타프 라이마 대위             |
| 1943년 | 8월 26일  | 베른하르트 미쿠스 소위           |
| 1943년 | 9월 10일  | 마틴 운라인 대령                 |
| 1943년 | 9월 13일  | 에리히 제르닌 중위               |
| 1944년 | 4월 6일   | 루드비히 블로스                  |
| 1944년 | 5월 4일   | 파울 스탈 소령                   |
| 1944년 | 5월 14일  | 게르하르트 무르만                |
| 1944년 | 5월 14일  | 프란츠 리터                      |
| 1944년 | 6월 4일   | 이그나츠 횐스브뢰쉬 대위         |
| 1944년 | 6월 4일   | 빌헬름 쉬텐 상급상사             |
| 1944년 | 8월 8일   | 지그프리트 베트케 중위           |
| 1944년 | 8월 14일  | 막스 그리이저 소위               |
| 1944년 | 9월 21일  | 하인리히 휠스                    |
| 1944년 | 9월 21일  | 후고 바이스만 하사               |
| 1944년 | 10월 26일 | 군터 쉠므 대위                   |
| 1944년 | 11월 18일 | 오토 비토프                      |
| 1944년 | 12월 26일 | 빌헬름 라이만 대위               |
| 1945년 | 4월 30일  | 빌리 랑겐놀 소위                 |

## 같이 보기
- 사단 (군사), 군사 조직
- 동부 유럽 전선 (제2차 세계 대전)
- 제2차 세계 대전의 독일군 사단 목록
- 전차, 기갑사단
- 독일 육군 (제2차대전)
- 독일 연방방위군 육군 (현재)